# Wilhelm Vorwerg
Wilhelm Vorwerg (* 6. August 1899 in Sarau; † 15. Juli 1990 in Köln) war ein deutscher Szenenbildner und Schauspieler.

## Leben
Der Sohn eines Malers erhielt ab 1919 eine künstlerische Ausbildung an der Dresdner Kunstakademie. Seit 1920 lebte er in Berlin und arbeitete als Bühnenbildner für Max Reinhardt.
Zum Film kam Vorwerg zunächst als Kulissenmaler, zum Beispiel 1936 bei Fridericus. Seit 1938 war er Filmarchitekt bei der Terra, anfangs in Zusammenarbeit mit Hans Sohnle. Nach Kriegsende arbeitete er bis 1952 für die DEFA. Ab 1963 gestaltete Vorwerg zusammen mit Walter Kutz nahezu sämtliche Edgar-Wallace-Filme. Mehrmals übernahm er dabei auch kleinere Rollen.
Nach seiner letzten Arbeit zum Lustspiel Charley’s Onkel zog er sich 70-jährig ins Privatleben zurück.

## Filmografie
| - 1938: Ziel in den Wolken - 1939: Die Stimme aus dem Äther - 1939: Der Florentiner Hut - 1939: Brand im Ozean - 1940: U-Boote westwärts! - 1941: Der scheinheilige Florian - 1941: Venus vor Gericht - 1942: Der 5. Juni - 1944: Sommernächte - 1944: Junge Adler - 1944/49: Wie sagen wir es unseren Kindern? - 1946: Irgendwo in Berlin - 1948: 1-2-3 Corona - 1949: Die Kuckucks - 1950: Bürgermeister Anna - 1951: Modell Bianka - 1952: Das verurteilte Dorf - 1953: Anna Susanna - 1953: Mit siebzehn beginnt das Leben - 1953: Christina - 1954: Das ideale Brautpaar - 1954: Ännchen von Tharau - 1955: Die Toteninsel - 1955: Urlaub auf Ehrenwort - 1956: Mein Vater, der Schauspieler - 1956: Stresemann - 1957: Vater sein dagegen sehr - 1957: Der Fuchs von Paris - 1957: Zwei Herzen im Mai - 1958: Das Mädchen mit den Katzenaugen | - 1959: Liebe, Luft und lauter Lügen - 1960: Heldinnen - 1960: ...und noch frech dazu! - 1960: Willy, der Privatdetektiv - 1961: Die Schatten werden länger - 1961: Robert und Bertram - 1961: An einem Freitag um halb zwölf… - 1961: Ramona - 1961: Immer Ärger mit dem Bett - 1961: Café Oriental - 1962: Das Geheimnis der schwarzen Koffer - 1963: Der schwarze Abt - 1963: Das indische Tuch (auch Darsteller) - 1964: Der Prozeß Carl von O. (Fernsehfilm) - 1964: Zimmer 13 - 1964: Die Todesstrahlen des Dr. Mabuse - 1964: Der Hexer (auch Darsteller) - 1965: Neues vom Hexer (auch Darsteller) - 1965: Der unheimliche Mönch (auch Darsteller) - 1966: Karriere (À belles dents) - 1966: Der Bucklige von Soho - 1967: Der Mönch mit der Peitsche (auch Darsteller) - 1967: Die blaue Hand - 1968: Zum Teufel mit der Penne - 1968: Der Hund von Blackwood Castle - 1968: Im Banne des Unheimlichen - 1968: Van de Velde: Die vollkommene Ehe - 1968: Der Gorilla von Soho - 1968: Der Mann mit dem Glasauge - 1969: Charley’s Onkel |